# Kosonsoy
Kosonsoy es una localidad de Uzbekistán, en la provincia de Namangán.
Se encuentra a una altitud de 892 m sobre el nivel del mar. 

## Demografía
Según estimación 2010 contaba con una población de 46 452 habitantes.